# Kanin Kotohito
Kanin Kotohito (Kyoto, 10 novembre 1865 – Odawara, 21 maggio 1945) è stato un generale giapponese.

## Biografia

### I primi anni
Il principe Kotohito nacque a Kyoto il 10 novembre 1865, sedicesimo figlio del principe Fushimi Kuniye (1802–1875), il quale era il ventesimo capo della famiglia Fushimi-no-miya, una delle quattro shinnōke o rami collaterali prescelti dalla famiglia imperiale per poter eventualmente ascendere al trono in caso di estinzione della linea principale. Dal momento che la mortalità infantile era piuttosto alta per l'epoca l'imperatore Kōmei, padre dell'imperatore Meiji, adottò il principe Kotohito come erede potenziale. Il principe Kotohito divenne così il fratello adottivo del futuro imperatore Meiji e prozio sia dell'imperatore Shōwa che della sua consorte, l'imperatrice Kōjun.
Il principe Kotohito venne inizialmente inviato al tempio di Sambō-in all'età di tre anni per essere cresciuto come monaco buddista, ma nel 1872 venne prescelto per succedere ai Kan'in-no-miya, un'altra shinnōke estintasi dopo il quinto capo, il principe Kanin Naruhito.

### La carriera militare
Il principe Kan'in entrò nell'Accademia dell'Esercito imperiale giapponese nel 1877 diplomandosi nel 1881. L'Imperatore Meiji lo inviò quindi come attaché militare in Francia nel 1882 per studiare tattica militare e tecnologia. Tornato in patria si diplomò presso il Collegio dello Staff d'esercito nel 1894, specializzandosi in cavalleria e dal 1897 al 1899 ebbe il comando del 1º reggimento di cavalleria giapponese.
Il principe Kan'in divenne veterano sia della Prima guerra cino-giapponese (1894–1895) che della Guerra russo-giapponese (1904–1905). Egli venne quindi ed elevato al rango di generale di brigata e nominato al comando della 2ª brigata di cavalleria nel 1901 ed elevato al rango di generale di divisione nel 1905 divenendo dal 1906 comandante della 1ª divisione d'esercito, nonché della Guardia Imperiale giapponese dal 1911. Promosso al rango di generale d'armata, divenne membro del Consiglio Supremo di Guerra del Giappone dal 1912. Nel 1919 venne promosso Feldmaresciallo e si distinse come il più giovane a raggiungere questo rango nell'esercito giapponese.

### La carriera politica
Nel 1921, il principe Kan'in accompagnò l'allora principe ereditario Hirohito nel suo tour in Europa. Dal 1º dicembre 1931, venne nominato capo dello Staff Generale dell'Esercito giapponese, rimpiazzando il generale Kanaya Hanzo.
Durante il suo mandato, l'esercito giapponese venne accusato dalla comunità internazionale di aver compiuto atti di violenza inutili contro la popolazione cinese tra i quali il peggiore fu il Massacro di Nanchino e l'uso di armi chimiche e batteriologiche negli scontri. I giapponesi, sino al 1937, utilizzavano infatti sporadicamente gas lacrimogeni durante gli scontri ma fu a partire dalla primavera del 1938 che essi incominciarono ad utilizzare anche gas venefici contro i Kuomintang e contro le truppe comuniste cinesi. Il principe Kan'in trasmise all'esercito le prime direttive imperiali (rinsanmei) autorizzando l'uso di armi chimiche dal 28 luglio 1937. Egli trasmise un secondo ordine l'11 settembre di quell'anno per puntare le armi contro Shanghai. L'11 aprile 1938 la direttiva numero 11 autorizzò l'uso del gas nella Mongolia interna.
Il principe Kan'in, inoltre, si oppose al primo ministro Mitsumasa Yonai che stava cercando di migliorare le relazioni con Stati Uniti e Regno Unito. Egli forzò le dimissioni del ministro della guerra generale Shunroku Hata (1879–1962), facendo cadere il gabinetto Yonai nel luglio del 1940. Il principe prese parte alle conferenze tra i capi militari dello staff ed il secondo gabinetto guidato dal principe Fumimaro Konoe (giugno 1940–luglio 1941). Sia lui che il luogotenente generale Hideki Tōjō, da poco nominato ministro della guerra, supportarono il Patto Tripartito tra Impero giapponese, Germania nazista e Italia fascista.
Il principe Kan'in si ritirò dal ruolo di capo dello staff generale il 3 ottobre 1940 e venne succeduto da Hajime Sugiyama. Egli rimase ad ogni modo membro del Consiglio Supremo di Guerra come consigliere dell'imperatore in materia d'esercito. Il feldmaresciallo principe Prince Kan'in morì a Odawara nella sua residenza estiva a causa di un'infiammazione emorroidea, il 21 maggio 1945 e gli vennero concessi i funerali di stato.
Il principe si distinse anche per essere stato uno dei principali sostenitori dello Stato Shinto assieme a Kiichiro Hiranuma col quale aveva fondato il "Consiglio di Ricerca sui riti shintoisti" per andare appunto alla ricerca degli antichi riti delle origini dello shintoismo. Altri personaggi che si affiliarono al gruppo dopo la sua entrata furono Kuniaki Koiso, il luogotenente generale Heisuke Yanagawa, che diresse il Taisei Yokusankai ed il Chikao Fujisawa, oltre ad essere membro della Dieta del Giapponeche propose il shintoismo come religione di Stato giapponese.

## Matrimonio e figli
Il 19 dicembre 1891 il principe Kotohiko sposò Sanjō Chieko (30 gennaio 1872 – 19 marzo 1947), figlia del principe Sanjō Sanetomi. La coppia ebbe sette figli, cinque femmine e due maschi:
1. principe Kan'in Atsuhito (1894–1894)
2. principessa Kan'in Yukiko (1896–1992)
3. principessa Kan'in Shigeko (1897–1991)
4. principessa Kan'in Sueko (1898–1914)
5. principe Kan'in Haruhito (1902–1988)
6. principessa Kan'in Hiroko (1906–1923)
7. principessa Kan'in Hanako (1909–2003)

## Galleria d'immagini

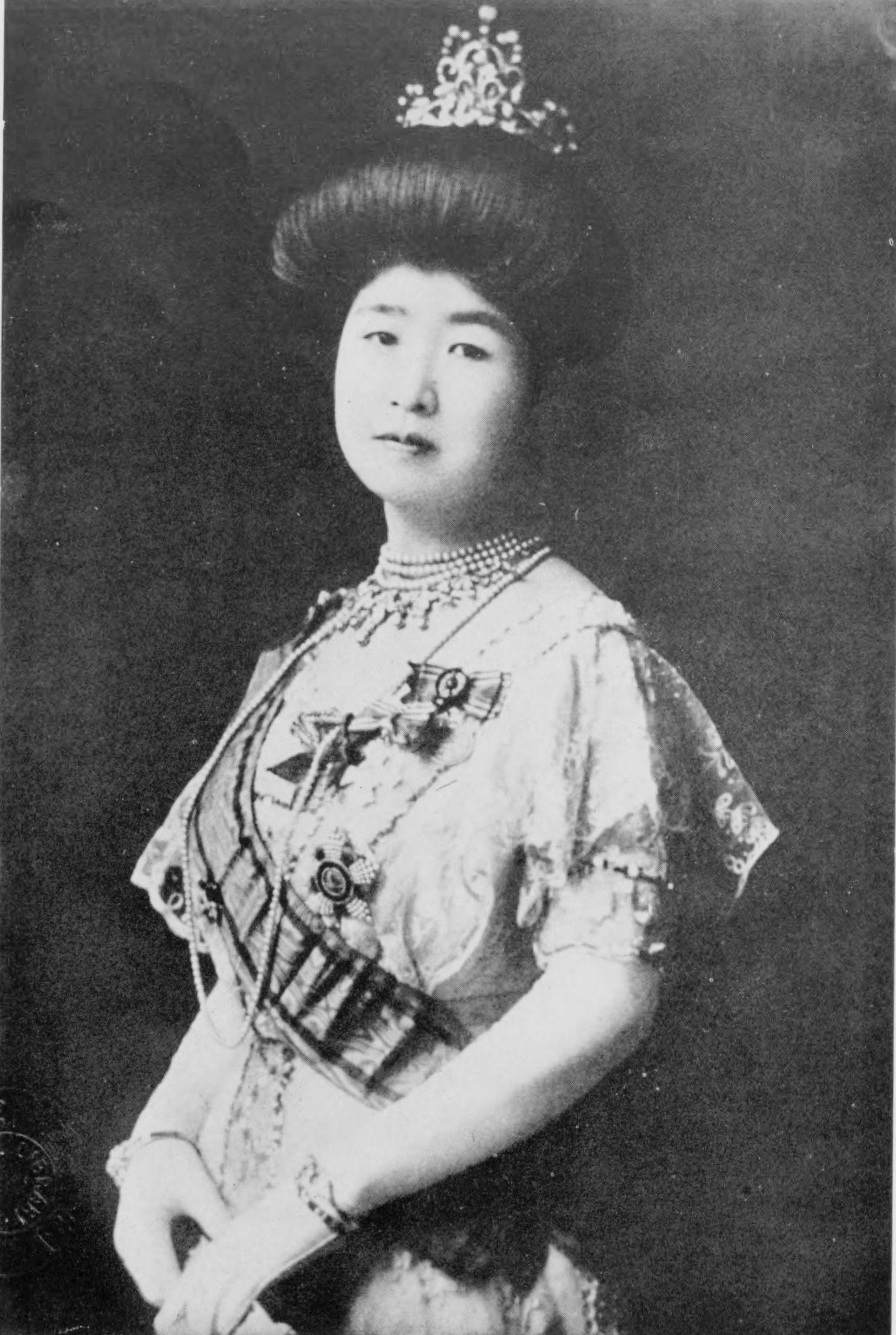
La principessa Chieko
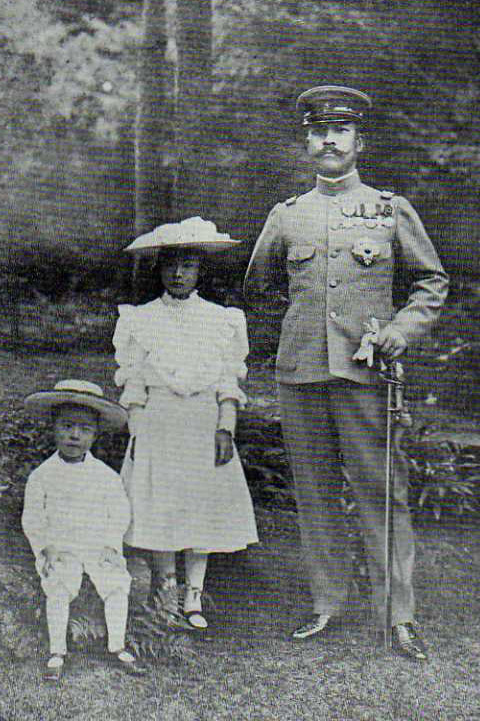
Il principe Kanin con i figli, principessa Yukiko e principe Haruhito
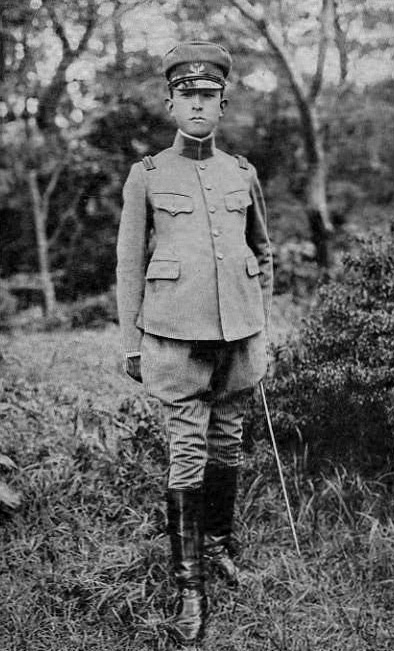
Il principe Haruhito
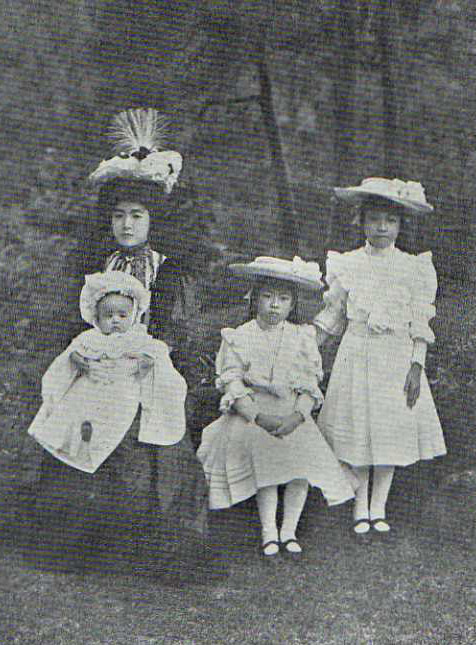
La principessa con le principesse Shigeko, Hiroko e Kanako
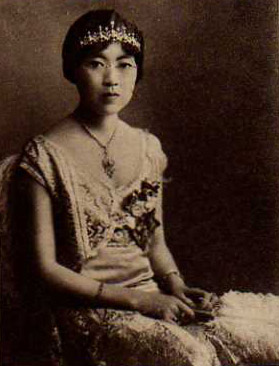
La principessa Hanako